# Dasypoda pyriformis
Dasypoda pyriformis är en biart som beskrevs av Radoszkowski 1887. Dasypoda pyriformis ingår i släktet byxbin, och familjen sommarbin. IUCN kategoriserar arten globalt som livskraftig. Inga underarter finns listade i Catalogue of Life.